# Montréal-les-Sources
Montréal-les-Sources là một xã thuộc tỉnh Drôme trong vùng Auvergne-Rhône-Alpes ở đông nam nước Pháp. Xã Montréal-les-Sources nằm ở khu vực có độ cao từ 427-1301 mét trên mực nước biển.